# Euandroblatta capensis
Euandroblatta capensis är en kackerlacksart som beskrevs av Karlis Princis 1963. Euandroblatta capensis ingår i släktet Euandroblatta och familjen småkackerlackor. Inga underarter finns listade i Catalogue of Life.